# CG-4.2
El Corredor de Bajo Miño o CG-4.2 es una vía para automóviles de la Junta de Galicia que transcurre entre Goyán y Salcidos, en la provincia de Pontevedra, diseñada como una carretera limitada a 90 km/h para ser un corredor de larga distancia y de alta Intensidad media diaria (IMD). La longitud de este tramo es de 10,16 kilómetros y no cumplen los estándares para el desdoblamiento del corredor, por estar construidas las 2 rotondas en las localidades de San Miguel de Tabagón y Salcidos.
Fue inaugurado el 14 de julio de 2014 como primer corredor por el Bajo Miño pegado a la frontera portuguesa en el lado del río Miño. Esta previsto la conexión con la futura autovía del Bajo Miño (AG-42), en 2010 iniciaron las obras de la autovía y con la crisis del año 2010, obligaron a paralizar las obras.
Varios años después de las paralizaciones de las obras de la autovía, finalmente ha reiniciado los 4 proyectos, el primer proyecto es el enlace al polígono industrial de Areas, en Tuy, fue inaugurado en febrero de 2024 y los tres siguientes proyectos, entre el enlace al polígono industrial de Areas, en Tuy y Figueiró, solo un proyecto actualmente esta relicitado y pendiente de la readjudicación para reiniciar con la nueva actualización del proyecto entre el enlace al polígono industrial de Areas, en Tuy y la localidad de Sobrada. Los otros dos proyectos sometieron a información pública en los años 2020 y 2021, entre Sobrada y Figueiró, a la espera de la aprobación definitivamente del proyecto, incluyendo el de trazado.

## Tramos
| Denominación | Tramo                                 | Kilómetros | Año servicio |
| ------------ | ------------------------------------- | ---------- | ------------ |
| CG-4.2       | PO-552 PO-553 Goyán - PO-552 Salcidos | 10,2       | 2014         |

## Salidas
| Velocidad | Esquema | Salida | Sentido Salcidos (PO-552)                                                                        | Carriles | Sentido Goyán (PO-552) | Carretera     | Notas |
| --------- | ------- | ------ | ------------------------------------------------------------------------------------------------ | -------- | --- | ------------- | ----- |
|           |         |        | Comienzo de Corredor Bajo Miño CG-4.2 Procede de: PO-552 PO-553 Goyán                            |          | Fin de Corredor Bajo Miño CG-4.2 Incorporación final PO-552 PO-553 Dirección final: PO-552 PO-344 Tomiño Tuy A-55 PO-553 Vila Nova de Cerveira Centinela PO-552 Tabagón | PO-552 PO-553 |       |
|           |         |        | EP-3302 San Miguel de Tabagón EP-3302 El Rosal                                                   |          | EP-3302 El Rosal EP-3302 San Miguel de Tabagón | EP-3302       |       |
|           |         |        | viaducto Tamuxe 950 metros                                                                       |          | viaducto Tamuxe 950 metros |               |       |
|           |         |        | Falso Túnel 62 metros                                                                            |          | Falso Túnel 62 metros |               |       |
|           |         |        | Falso Túnel 67 metros                                                                            |          | Falso Túnel 67 metros |               |       |
|           |         |        | Falso Túnel 35 metros                                                                            |          | Falso Túnel 35 metros |               |       |
|           |         |        | A Gándara A Proba Pintán                                                                         |          | A Proba Pintán A Gándara |               |       |
|           |         |        | Fin de Corredor Bajo Miño CG-4.2 Dirección final: camino PO-552 Tabagón camino PO-552 La Guardia |          | Inicio de Corredor Bajo Miño CG-4.2 Procede de: PO-552 Salcidos | PO-552        |       |